# Kevin Malthus
Kevin Malthus de Sousa Ribeiro, noto semplicemente come Kevin Malthus (Belém, 11 gennaio 2003), è un calciatore brasiliano, centrocampista del Cianorte in prestito dal Santos.

## Caratteristiche tecniche
È un centrocampista difensivo.

## Carriera
Cresciuto nel settore giovanile del Santos, debutta in prima squadra il 28 febbraio 2021 in occasione dell'incontro del Campionato Paulista pareggiato 2-2 contro il Santo André.

## Statistiche
Statistiche aggiornate al 27 maggio 2021.

### Presenze e reti nei club
| Stagione        | Squadra         | Campionato      | Campionato | Campionato | Coppe nazionali | Coppe nazionali | Coppe nazionali | Coppe continentali | Coppe continentali | Coppe continentali | Altre coppe | Altre coppe | Altre coppe | Totale | Totale | Totale |
| Stagione        | Squadra         | Comp            | Pres       | Reti       | Comp            | Pres            | Reti            | Comp               | Pres               | Reti               | Comp        | Pres        | Reti        | Pres   | Reti   |        |
| --------------- | --------------- | --------------- | ---------- | ---------- | --------------- | --------------- | --------------- | ------------------ | ------------------ | ------------------ | ----------- | ----------- | ----------- | ------ | ------ | ------ |
| 2021            | Santos          | A1/SP+A         | 7+1        | 0          | CB              | 0               | 0               | CL                 | 3                  | 1                  |             | -           | -           | 11     | 1      |        |
| Totale carriera | Totale carriera | Totale carriera | 8          | 0          |                 | 0               | 0               |                    | 3                  | 1                  |             | -           | -           | 11     | 1      |        |